# Diócesis de Girardot
La diócesis de Girardot (en latín: Dioecesis Girardotensis) es una circunscripción eclesiástica de la Iglesia católica en Colombia. Se trata de una diócesis latina, sufragánea de la arquidiócesis de Bogotá. Desde el 11 de julio de 2018 su obispo es Jaime Muñoz Pedroza.

## Territorio y organización
La diócesis tiene 4800 km² y extiende su jurisdicción sobre los fieles católicos de rito latino residentes en 33 municipios del departamento de Cundinamarca: Agua de Dios, Anapoima, Anolaima, Apulo, Arbeláez, Beltrán, Bituima, Cabrera, Cachipay, El Colegio, Fusagasugá, Girardot, Granada, Guataquí, Jerusalén, La Mesa, Nariño, Nilo, Pandi, Pasca, Pulí, Quipile, Ricaurte, San Antonio del Tequendama, San Bernardo, San Juan de Rioseco, Silvania, Tena, Tibacuy, Tocaima, Venecia, Vianí y Viotá.
Limita por el norte con las diócesis de La Dorada-Guaduas, Facatativá y Soacha, por el este con la arquidiócesis de Bogotá, por el sur con las diócesis de Neiva y El Espinal, por el oeste con la arquidiócesis de Ibagué y con la diócesis de Líbano-Honda.
La sede de la diócesis se encuentra en la localidad de Girardot, en donde se halla la Catedral del Inmaculado Corazón de María.
En 2021 en la diócesis existían 69 parroquias agrupadas en 3 vicariatos: Girardot, Sumapaz y Tequendama.

## Historia
El entonces arzobispo de Bogotá, el cardenal Crisanto Luque Sánchez (1950-1959), promovió la creación de una diócesis en el suroeste del departamento de Cundinamarca, ante el clamor de sacerdotes y feligreses que veían la necesidad de una Iglesia particular más cercana, que respondiera a las necesidades sentidas, con una organización más concreta y adaptada a las características propias de la región. 
La diócesis fue erigida el 29 de mayo de 1956 mediante la bula Quandocumque amplo del papa Pío XII, obteniendo el territorio de la arquidiócesis de Bogotá.
El 16 de diciembre de 1970 se inauguró la Catedral del Inmaculado Corazón de María y el 14 de agosto de 1982 se inauguró la torre de la catedral.

## Estadísticas
Según el Anuario Pontificio 2022 la diócesis tenía a fines de 2021 un total de 756 000 fieles bautizados.
| Año                                                                             | Población            | Población | Población      | Sacerdotes | Sacerdotes    | Sacerdotes    | Bautizados por sacerdote | Diáconos permanentes | Religiosos | Religiosos | Parroquias |
| Año                                                                             | Bautizados católicos | Total     | % de católicos | Total      | Clero secular | Clero regular | Bautizados por sacerdote | Diáconos permanentes | Varones    | Mujeres    | Parroquias |
| ------------------------------------------------------------------------------- | -------------------- | --------- | -------------- | ---------- | ------------- | ------------- | ------------------------ | -------------------- | ---------- | ---------- | ---------- |
| 1966                                                                            | 390 000              | 400 000   | 97.5           | 72         | 46            | 26            | 5416                     |                      | 40         | 300        | 42         |
| 1970                                                                            | 450 000              | 480 000   | 93.8           | 65         | 44            | 21            | 6923                     |                      | 31         | 311        | 47         |
| 1976                                                                            | 493 000              | 540 000   | 91.3           | 62         | 41            | 21            | 7951                     |                      | 25         | 360        | 44         |
| 1980                                                                            | 499 000              | 540 200   | 92.4           | 63         | 40            | 23            | 7920                     |                      | 38         | 328        | 44         |
| 1990                                                                            | 580 000              | 600 000   | 96.7           | 72         | 56            | 16            | 8055                     |                      | 36         | 317        | 48         |
| 1999                                                                            | 470 000              | 539 374   | 87.1           | 102        | 88            | 14            | 4607                     |                      | 32         | 346        | 55         |
| 2000                                                                            | 481 185              | 551 185   | 87.3           | 99         | 87            | 12            | 4860                     |                      | 30         | 361        | 55         |
| 2001                                                                            | 490 000              | 560 000   | 87.5           | 102        | 91            | 11            | 4803                     |                      | 29         | 361        | 55         |
| 2002                                                                            | 490 000              | 560 000   | 87.5           | 108        | 98            | 10            | 4537                     |                      | 28         | 377        | 55         |
| 2003                                                                            | 480 000              | 560 000   | 85.7           | 110        | 99            | 11            | 4363                     |                      | 31         | 386        | 55         |
| 2004                                                                            | 480 000              | 580 000   | 82.8           | 113        | 93            | 20            | 4247                     |                      | 49         | 287        | 55         |
| 2006                                                                            | 485 000              | 610 000   | 79.5           | 106        | 91            | 15            | 4575                     |                      | 49         | 330        | 57         |
| 2013                                                                            | 531 000              | 667 000   | 79.6           | 129        | 106           | 23            | 4116                     |                      | 40         | 290        | 60         |
| 2016                                                                            | 712 104              | 848 409   | 83.9           | 151        | 115           | 36            | 4715                     | 1                    | 43         | 306        | 67         |
| 2019                                                                            | 725 000              | 905 800   | 80.0           | 155        | 125           | 30            | 4677                     | 4                    | 72         | 419        | 69         |
| 2021                                                                            | 756 000              | 944 780   | 80.0           | 142        | 124           | 18            | 5323                     | 2                    | 33         | 456        | 69         |
| Fuente: Catholic-Hierarchy, que a su vez toma los datos del Anuario Pontificio. |                      |           |                |            |               |               |                          |                      |            |            |            |

## Episcopologio
- Alfredo Rubio Díaz † (29 de mayo de 1956-12 de febrero de 1961 nombrado obispo de Sonsón)
- Ciro Alfonso Gómez Serrano † (8 de abril de 1961-24 de julio de 1972 nombrado obispo coadjutor de Socorro y San Gil)
- Jesús María Coronado Caro, S.D.B. † (10 de febrero de 1973-30 de julio de 1981 nombrado obispo de Duitama)
- Rodrigo Escobar Aristizábal (21 de mayo de 1982-17 de septiembre de 1987 renunció)
- Jorge Ardila Serrano † (21 de mayo de 1988-15 de junio de 2001 retirado)
- Héctor Julio López Hurtado, S.D.B. (15 de junio de 2001-11 de julio de 2018 retirado)
- Jaime Muñoz Pedroza, desde el 11 de julio de 2018